# Antimon kali tartrat
Antimon kali tartrat có công thức là K2Sb2(C4H2O6)2 hoặc C8H10K2O15Sb2. Nó là muối kali và antimon của axit tartaric. Hợp chất này từ lâu đã được biết đến như một chất xúc tác mạnh mẽ, tan trong glyxerol nhưng không tan trong cồn. Đồng thời nó cũng được sử dụng trong việc điều trị một số bệnh y khoa.

## Ứng dụng y tế
Các ứng dụng điều trị đầu tiên chống lại bệnh đậu mùa nhờ vào antimony potassium tartrate được tiến hành vào năm 1906.
Việc điều trị leishmania với antimony potassium tartrate bắt đầu vào năm 1913. Sau khi dùng các hỗn hợp antimony (V) như natri stibogluconat và antimonium maglumine, việc sử dụng antimony potassium tartrate đã được loại bỏ. Sau phát hiện của bác sĩ Anh John Brian Christopherson vào năm 1918 cho rằng antimony potassium tartrate có thể điều trị bệnh sán máng, thuốc animoial được sử dụng rộng rãi. Tuy nhiên, tiêm vắc xin potassium tartrate có tác dụng phụ nghiêm trọng như hội chứng Adams-Stokes và do đó các chất thay thế đã được tiếp tục nghiên cứu. Với việc giới thiệu và sử dụng praziquantel vào những năm 1970, việc sử dụng các phương pháp điều trị bằng antimony đã không còn được sử dụng nữa.

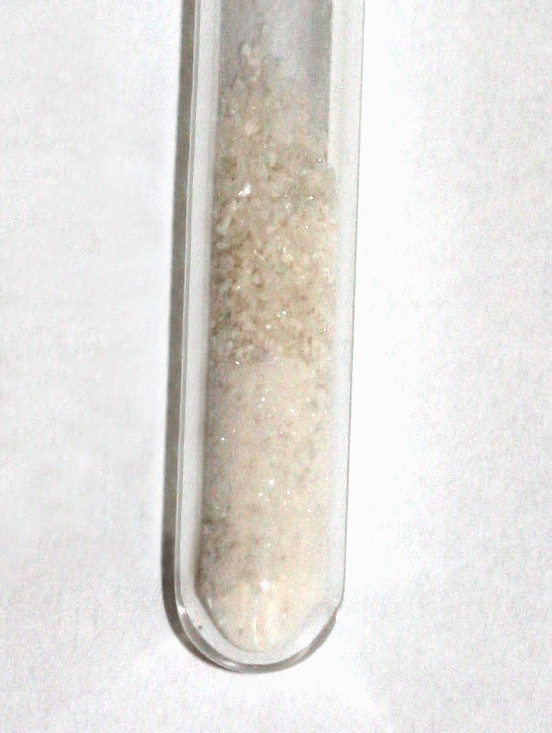
Tinh thể antimony kali tartrate

Tia xạ trị đã được sử dụng vào cuối những năm 19 và đầu thế kỷ 20 trong y học và được xem là một phương thuốc chữa nghiện rượu, lần đầu tiên được dùng để chữa trị và cai rượu nhưng đã không hiệu quả tại Hoa Kỳ năm 1941. Tờ báo New England Journal of Medicine đã báo cáo một nghiên cứu về một bệnh nhân mà vợ ông bí mật cho ông một liều thuốc mang tên "tartaro emetico" chứa antimony potassium tartrate và được bán ở Trung Mỹ để điều trị cho việc lạm dụng rượu. Bệnh nhân, người đã uống rượu vào đêm trước, bắt đầu nôn mửa ngay sau khi được vợ ông cho uống nước cam với thuốc. Khi nhập viện, ông bị đau ngực nghiêm trọng, bất thường về tim, suy thận và gan, và gần như sắp chết. Tạp chí Journal báo cáo rằng hai năm sau, bệnh nhân này đã hoàn toàn cai được chứng nghiện rượu.

## Điều chế
Antimony potassium tartrate có thể được điều chế bằng cách cho dung dịch kali hydro tartrate và antimon trioxide hồi lưu trong vòng 15 phút. Hỗn hợp nóng sau đó được lọc và các tinh thể kali potassium tartrate kết tủa ra như một tinh thể không màu.